# Bebé Mod.01
Bebé Mod. 01 es el primer trabajo de Forseps, un disco con canciones en las que aún se encuentra parentesco con Cuca como Piel Fiel y otras en las que ya se marca una diferencia clara como Homosapiens.
en este disco es acompañado por diferentes músicos de diferentes géneros entre ellos Erick Rubin, Cecilia Tousaint, Leonardo De Lozane, Cala, Alfonso Andre, Eica Noguera
Esta producción se grabó en 1994, exactamente a la mitad de la gira de Tu Cuca Madre Ataca de Nuevo luego de que José Fors dejara las vocales de Cuca.

## Lista de canciones
1. Homo Sapiens
2. Departamento de Devoluciones
3. Piel Fiel
4. Ver Para Creer
5. Hiperactivo
6. Los Cien
7. La Isla Perdida
8. Cruel
9. Sangre
10. Quien Eres Tú
11. Hoy Es
12. Saquenme de Aquí
13. Mentiras
14. Bienvenido A La Vida
15. Sin Palabras
16. La obsesión
17. Tu y yo

## Sencillos y videos
- Piel Fiel